# Novalles
Novalles is een gemeente en plaats in het Zwitserse kanton Vaud, en maakt deel uit van het district Jura-Nord vaudois.
Novalles telt 101 inwoners.